# カスピ海艦隊中央委員会独裁政権

カスピ海艦隊中央委員会独裁政権
Диктатура Центрокаспия

1918年8月に支配した地域

カスピ海艦隊中央委員会独裁政権（カスピかいかんたいちゅうおういいんかいどくさいせいけん、ロシア語: Диктатура Центрокаспия）とは、第一次世界大戦中のバクーに短期間存在した、反ボリシェヴィキの暫定政府である。この政権は1918年7月26日に社会革命党、メンシェヴィキ、そしてイギリスに支援されたアルメニアのダシナク党が無血革命によりボリシェヴィキのバクー・コミューンを倒し、8月1日に「カスピ海艦隊中央委員会とソビエト執行委員会臨時幹部会独裁政権」の確立を宣言したことで成立した。政府首班はメンシェヴィキのサドフスキー (Садовский) が、軍司令官は北カフカース・コサック部大佐のラーザリ・ビチェラホフ (ru) が務めた。
これらの反ボリシェヴィキ勢力は、バクーへ進撃するオスマンのイスラーム軍を食い止めようと、イギリスに助けを求めた。それに応えてライオネル・ダンスターヴィル将軍指揮下のイギリス軍が主にダシナク党と協力してバクーの戦いを戦った。
9月15日にバクーが陥落しオスマン・アゼルバイジャン軍が進駐すると、イギリス軍と多くのアルメニア人は首都から逃亡し、政権は消滅した。しかしオスマン帝国が第一次世界大戦に敗北して10月30日にムドロス休戦協定に調印すると、イギリス軍は再びバクーに駐留するようになった。